# Campionato francese di rugby a 15 1990-1991
Il Campionato francese di rugby a 15 1990-1991 vede al via 80 squadre con una fase preliminare dove le squadre sono divise in 20 gruppi di 4.
Le prime due di ogni girone vengono ammesse alla prima divisione disputata da 40 squadre, divise in 5 gironi di 8. Le prime 3 di ogni gruppo e le quattro migliori quarte, per un totale di 16, sono qualificate per la fase ad eliminazione diretta.
Il torneo è stato vinto dal Bègles-Bordeaux battendo in finale il Tolosa. È il secondo successo dopo quello del 1969.
Sono retrocesse in seconda divisione 4 squadre: Oloron, Bergerac, Hagetmau e Bourg-en-Bresse.

## Gruppo A di 1. divisione 1990-91
Le squadre sono indicate in ordine di classifica, in grassetto le ammesse direttamente agli ottavi di finale.
| - Béziers - Tolosa - Auch - Bayone - Nice - Chalon - Périgueux - Romans                  | - Biarritz - Narbonne - Tolone - Grenoble - Le Creusot - Lourdes - Stade Bardeaux - FC Oloron        | - Bègles-Bordeaux - Nimes - Brive - Perpignan - Colomiers - Rodez - Montauban - US Bergerac |
| - Tarbes - Dax - Mont de Marsan - Agen - Castres - Cognac - CS Bourgoin-Jallieu - Hyères | - Racing Parigi - AS Montferrand - Montpellier - Montchanin - Pau - Mazamet - La Rochelle - Bressane |                                                                                             |

## Play Off
| OTTAVI DI FINALE |   |         |       |        |
| Perpignan        | - | Beziers | 15-9  | 3 - 27 |
| Biarritz         | - | Nimes   | 13-10 | 12 - 8 |
| Montpellier      | - | Tarbes  | 18-9  | 3 - 18 |
| Tolone           | - | Begles  | 18-9  | 6 - 22 |

| in grassetto le qualificate |   |               |       |         |
| Mont de Marsan              | - | Narbonne      | 15-12 | 0 - 51  |
| Brive                       | - | Tolosa        | 9-9   | 12 - 15 |
| Dax                         | - | Montferrand   | 9-15  | 38 - 22 |
| Auch                        | - | Racing Parigi | 18-15 | 3 - 43  |

| QUARTI DI FINALE |   |        |       |
| Beziers          | - | Nimes  | 30-17 |
| Tarbes           | - | Begles | 8-19  |

| in grassetto le qualificate |   |               |      |
| Narbonne                    | - | Tolosa        | 6-24 |
| Dax                         | - | Racing Parigi | 6-18 |

| SEMIFINALI |   |        |       |
| Beziers    | - | Begles | 12-13 |

| in grassetto le qualificate |   |               |       |
| Tolosa                      | - | Racing Parigi | 13-12 |

## Finale
(In grassetto le qualificate alla finale)
| Arbitro: | Patrick Robin |

| |            | |
| mete: Coutiols, Mougeot trasf.: Sallefranque c.p.: Sallefranque 2 Drop: Reigt | Marcatori  | mete: Cazalbou 2 trasf.: Ougier |
| Titolari : Serge Simon Vincent Moscato Philippe Gimbert André Berthozat Christophe Mougeot Michel Courtiols Sébastien Conchy Jean-Jacques Alibert Bernard Laporte Christophe Reigt William Téchoueyres Philippe Soulé Régis Frentzel Marc Sallefranque Marc Geneste Sostituti : Laurent Vergé Christian Delage Èric Michaud François Labat Patrick Tauzin Thomas Clamens | Formazioni | Titolari : Gérard Portolan Patrick Soula Claude Portolan Hugues Miorin Jean-Marie Cadieu Olivier Marin Bruno Dalla-Riva Albert Cigagna Jérôme Cazalbou Philippe Rougé-Thomas David Berty Pierre Bondouy Michel Marfaing Jean-Michel Rancoule Stéphane Ougier Sostituti : Joël Garcias Éric Bonneval Éric Jamin Bruno Coumes Hervé Lecomte Philippe Carbonneau |